# リー・ジョーンズ (1988年生のラグビー選手)
リー・ジョーンズ（Lee Jones, 1988年6月28日 – ）は、スコットランドのラグビー選手。主たるポジションはウィング(WTB)であるが、スクラムハーフのポジションにも入る。

## 生涯
リー・ジョーンズはセルカーク高等学校で教育を受けた。彼はセルカークRFCおよび7人制スコットランド代表で良質なパフォーマンスを示し、エディンバラ・ラグビーと2010-11シーズンの契約を獲得。その後、エディンバラとの契約を2014年まで延長した。
彼は2012年シックス・ネイションズにおいてスコットランド代表に招集され、2月4日のイングランド戦にウイングのポジションで出場した。彼はフランス戦において初トライを挙げた。しかしながらアイルランド戦においてアンドリュー・トリンブルと衝突して負傷し、続くイタリア戦は欠場した。2014年、グラスゴー・ウォリアーズに移籍。